# Aulus Cornelius Cossus Arvina
Pour les articles homonymes, voir Aulus Cornelius Cossus.
Aulus Cornelius Cossus Arvina est un homme politique de la République romaine, consul deux fois en 343 et 332 av. J.-C., dictateur en 323 av. J.-C. avec Marcus Fabius Ambustus comme maître de cavalerie.
Lors de sa dictature, il lança une puissante armée dans le Samnium lors de la deuxième Guerre samnite.  Piètre stratège, il tenta une retraite mais fut harcelé par la cavalerie adverse, et fut obligé d'engager le combat, qui dura des heures. Le camp subit alors l'encerclement puis l'assaut de la cavalerie samnite. Il se rétablit in extremis en retournant ses fuyards, avec à leur tête son maître de cavalerie, contre les cavaliers samnites et les écrasa au moment où ceux-ci pillaient les bagages des Romains. Une fois la cavalerie adverse détruite, les samnites se retrouvèrent à leur tour encerclés, avec le dictateur à la tête de l'infanterie et Marcus Fabius Ambustus à la tête de la cavalerie, mettant en déroute l'armée ennemie. Cette victoire lui valut alors le triomphe à Rome.

## Sources
- Jean Zonaras, Annales, Livre 7, 28
- Tite-Live, Histoire romaine, Livre VIII, 38-39